# 胡岳华
胡岳华（1962年1月—），中国湖南湘潭人，中共党员，矿物加工专家 ，中华人民共和国教育部第三批“长江学者”特聘教授，获得中国国家科技进步一等奖等奖项，出版专著教材10本，主持“十三五”重点研发计划等多个项目，授权国家发明专利数十项。

## 生平
1978年2月至1989年7月先后获得中南工业大学（原中南矿治学院，后合并为中南大学）矿山系选矿专业学士、硕士，矿物工程系矿物加工专业博士学位；
1985年1月在中南工业大学矿物工程系留校任教，后晋升教授、矿物工程系主任、2002年4月任中南大学资源加工与生物工程学院院长，2016年1月任中南大学党委常委、常务副校长。